# Cumbre del G-20 de Toronto
La Cumbre del G-20 de Toronto es la cuarta reunión de los jefes de Gobierno del Grupo de los 20, en la discusión del sistema financiero mundial y la economía mundial, que tuvo lugar en el Centro de Convenciones Metro Toronto en Toronto, Ontario, Canadá, durante el 26 y 27 de junio de 2010. Las prioridades de la cumbre incluyeron la evaluación de los avances de las reformas financieras, el desarrollo de medidas sostenibles de estímulo, el debate del impuesto bancario global, y promover los mercados abiertos. Junto a los veintiún representantes del G-20, los líderes de seis países invitados, y ocho organizaciones intergubernamentales adicionales también participaron en la cumbre.
Antes de la cumbre, el primer ministro canadiense Stephen Harper anunció que el tema de la cumbre de Toronto sería "la recuperación y nuevos comienzos", en referencia a un estímulo económico debido a los efectos de la recesión mundial en curso. La cumbre se propuso inicialmente que fuera en el pueblo de Huntsville, Ontario donde la 36.ª Cumbre del G8 fue celebrada. El pueblo fue considerado insuficiente para brindar servicios de hospitalidad para el gran número de delegados y periodistas y por lo tanto más tarde se concluyó que la cumbre tendría lugar en Toronto.
Una Unidad Integrada de Seguridad formada por policías de diferentes departamentos regionales comenzó a trabajar en seguridad en la zona centro de Toronto, donde se encontraba el lugar de encuentro, tres meses antes de la cumbre. El evento fue parte de la operación de seguridad más grande y más cara en la historia de Canadá y el costo total para los preparativos, incluida la seguridad, la infraestructura, y la hospitalidad, se determinó de aproximadamente C$ 858 millones.

## Agenda
Cada líder del G-20 llevó su propia agenda a la cumbre. El tema principal de la cumbre fue la recuperación de la recesión mundial en curso y la crisis de la deuda europea. Sin embargo, los dirigentes estaban divididos sobre las estrategias para hacer frente al problema. La Unión Europea quería centrarse en la austeridad para reducir sus déficits, mientras que Estados Unidos trató de mantener el gasto de estímulo económico para fomentar el crecimiento. La India se inclinó al crecimiento mundial "duradero, equilibrado y sostenible".
Una división surgió entre China, India y los Estados Unidos, que favorecieron una mayor financiación de estímulo para aliviar la recesión, y los países de la Unión Europea, que favorecieron una reducción en el gasto y equilibrio presupuestario. La idea de imponer impuestos a las instituciones financieras, tales como un impuesto sobre el banco mundial y el impuesto Robin Hood, cual fue apoyado por los países de la Unión Europea, pero opuesto por los Estados Unidos y Canadá, fue otro de los temas que se debatieron en la cumbre. El desarrollo internacional también estuvo en la agenda, así como solicitudes de incremento de ayuda internacional a África y a otras naciones en desarrollo. También en la agenda estaba la discusión del bloqueo Israelí de la Franja de Gaza y los programas nucleares de Corea del Norte, cada una de ellas fue recibida con críticas. La situación en Gaza se llamó "insostenible", mientras que los programas nucleares se consideraron muy preocupantes para la seguridad mundial y regional. La corrupción y la seguridad en Afganistán también fue una cuestión planteada por los Estados Unidos.
El 24 de junio, el alcalde de Toronto David Miller dio una conferencia de prensa en el Centro Internacional de Prensa, creado en el Exhibition Place, acogiendo a los medios de comunicación de todo el mundo. Los líderes del G8 llegaron a Toronto después de concluir su reunión en Huntsville, Ontario. Durante la tarde del 26 de junio, el resto de los líderes del G-20 llegaron a participar en la cumbre del G-20. Esa noche, Stephen Harper, dio la bienvenida formal al G-20 a la cumbre y una cena de trabajo fue organizada en el Hotel Fairmont Royal York. Al día siguiente, 27 de junio, la reunión de la cumbre formal se inició durante la mañana.

## Preparativos

### Seguridad

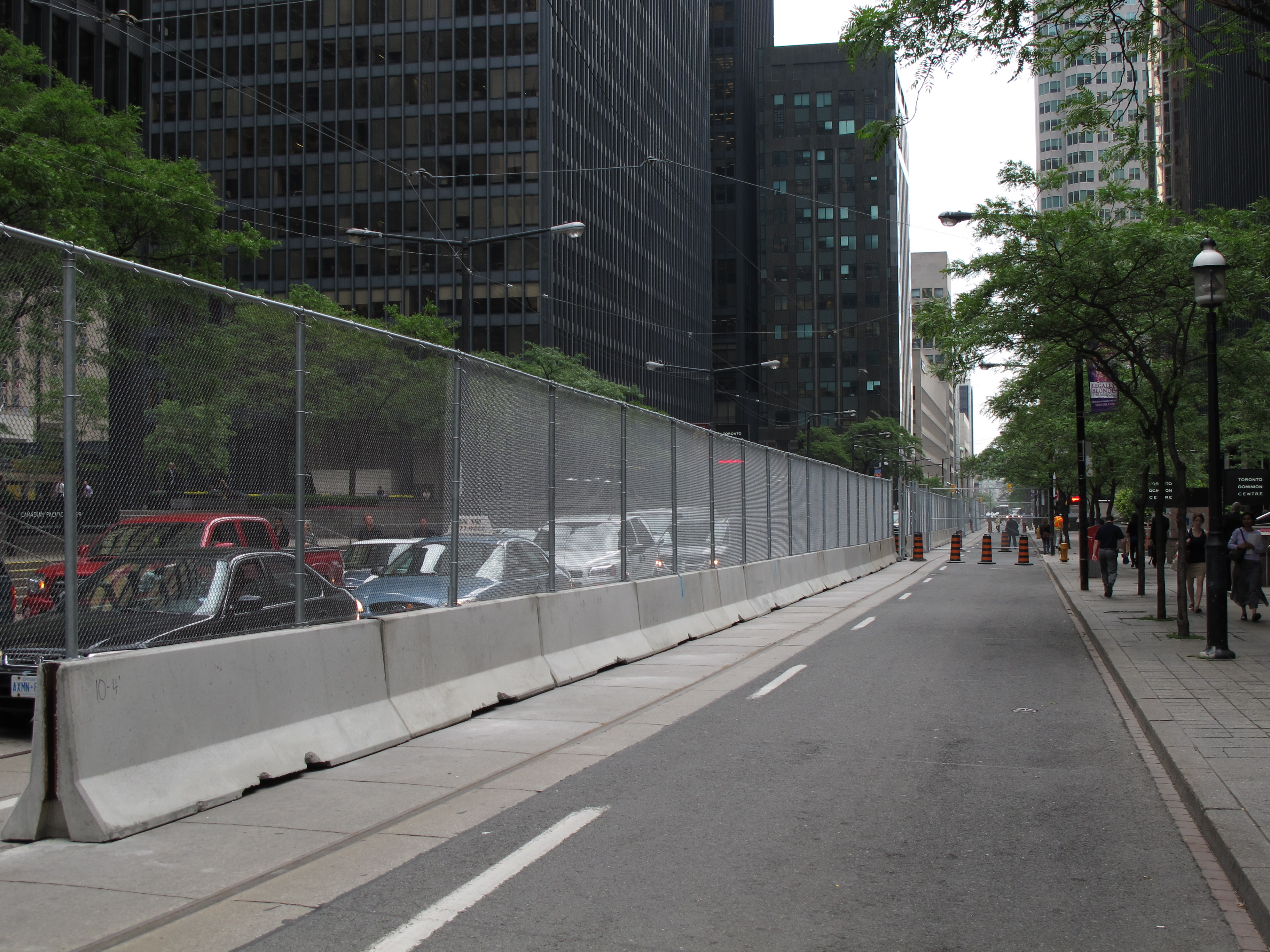
Vallas de seguridad erigidas a lo largo de la mitad de la calle Wellington.

Los funcionarios de seguridad comenzaron a preparar la seguridad de la cumbre de Toronto a mediados de febrero de 2010. Patrullaje general policial fue proporcionado por el Servicio de Policía de Toronto, la Policía Provincial de Ontario, la Real Policía Montada del Canadá, y las fuerzas armadas canadienses, mientras que la Policía Regional de Peel ayudó en la vigilancia del Aeropuerto Internacional Toronto Pearson en Mississauga durante la llegada de los delegados. Los cinco departamentos forman una Unidad de Seguridad Integrada (USI), similar a la (USI) creada durante los Juegos Olímpicos de Vancouver 2010. Agentes adicionales fueron desplegados de la Policía Regional de York, del Servicio de Policía Regional de Halton, Servicio de Policía de Barrie, del Servicio de Policía Regional de Waterloo, del Servicio Regional de Policía de las Cataratas, del Servicio de Policía de Hamilton, Servicio de Policía de Ottawa, el Servicio de Policía de la Ciudad de Montreal, y del Servicio de Policía de Calgary cuales suministraron 150 oficiales de policías voluntarios una semana antes de la cumbre.
De acuerdo con un cálculo preliminar de The Globe and Mail, 10 000 agentes de policía uniformados, 1000 guardias de seguridad, y varias fuerzas militares canadienses se desplegaron durante la cumbre. El Mando Norteamericano de Defensa Aérea llevó a cabo ejercicios de amalgama Virgo el 6 y 7 de mayo en la Área Metropolitana de Toronto con aviones CF-18 Hornet, y helicópteros CH-124 Sea King, y CH-146 Griffon a baja altura. El costo total para la seguridad, tanto de las cumbres G8 y G-20 se determinó en $ 930 millones, pagados en su totalidad por el gobierno federal de la Corona en Consilio, con exclusión de los costos de cualquier posible daño a los negocios locales.
La Unidad de Seguridad Integrada creó un perímetro de seguridad, comenzando por el límite exterior, específicamente limita con la calle King al norte, bulevar Lakeshore hacia el sur, la calle Yonge al este, y la avenida Spadina hacia el oeste, donde los vehículos iban a ser restringidos durante las fechas de la cumbre. A los residentes que vivían dentro de la zona de seguridad se les expidió tarjetas de registro antes de la cumbre y a los peatones que deseaban entrar en la zona de seguridad solamente podían hacerlo en uno de los 38 puestos de control, donde eran obligados a presentar dos documentos de identificación con fotografía y proporcionar razonamiento para entrar. La zona que rodea el Centro de Convenciones Metro Toronto fue cercada y fuera de límites a civiles y manifestantes. La valla de 3 metros (10 pies) de alto, contratado para SNC-Lavalin por Obras Públicas y Servicios Gubernamentales de Canadá se instaló por dos empresas con sede en Gormley, Ontario, y fue construida a un costo de $ 5.5 millones, la erección comenzó el 7 de junio. El Servicio de Policía de Toronto instaló 77 cámaras adicionales de televisión de circuito cerrado de seguridad en la zona y compró cuatro dispositivos acústicos de largo alcance que iban a ser de uso exclusivamente durante la cumbre. La USI decidió también utilizar cañones de agua para control de disturbios.

### Infraestructura
Un estudio de cine antiguo situado en la avenida Eastern fue designado como centro de detención temporal para las personas detenidas durante la cumbre. El Servicio de Policía de Toronto anunció que el Parque Trinidad Bellwoods sería la zona de protesta designada, pero tras la oposición de los residentes locales, la policía trasladó la zona de protesta designada a la parte norte del Parque Queens.
Correos de Canadá declaró que eliminaría los buzones en la zona de seguridad. La Autoridad de Estacionamientos de Toronto también retiró algunos parquímetros. Los árboles pequeños a lo largo de las banquetas alrededor del centro de convenciones fueron retirados para evitar que se utilizaran como armas por los manifestantes. Otros bienes municipales eliminados incluyeron 745 cajas de periódico, 200 botes de basura públicos, 70 buzones de correo, 29 paradas de autobús, y 5 tablas de información pública.

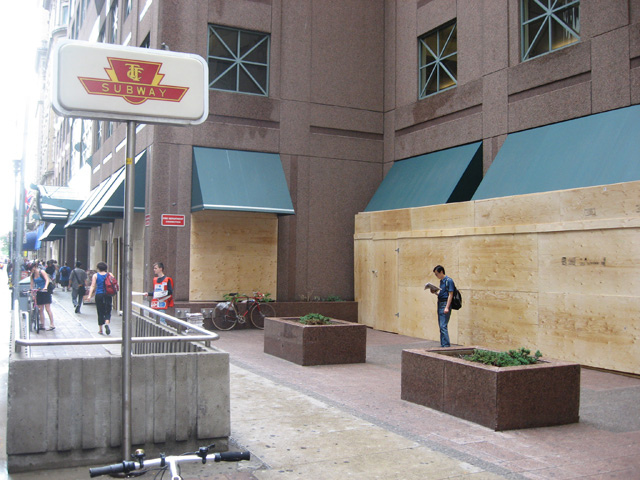
Tiendas cerca de la estación King aplican tablas de madera para evitar el vandalismo de las protestas.

Los principales bancos con sede en el centro de Toronto, que resultan ser los bancos más grandes en la industria bancaria de Canadá, hicieron planes para que los empleados trabajarán en lugares alternativos fuera de su sede en el centro, como en el hogar o en otras sucursales. La Junta de Control de Bebidas Alcohólicas de Ontario anunció el cierre de siete tiendas de licor en el centro durante la cumbre como medida de precaución a saqueos. El PATH, la Torre CN, Universidad de Toronto, Galería de Arte de Ontario, y el edificio Legislativo de Ontario, también se cerraron al público durante las fechas de la cumbre.
Una serie de tres juegos de las Grandes Ligas de Béisbol entre los Toronto Blue Jays y los Philadelphia Phillies, cual se iba a celebrar el 25 y 27 de junio en el Rogers Centre, situado en la zona de seguridad, fue trasladado al Citizens Bank Park de Filadelfia, después de mucha discusión y descontento entre los fanes. Producciones Mirvish canceló la producción de sus dos musicales Rock of Ages y "Mamma Mia!" durante la semana de la cumbre. Del mismo modo, la Fábrica de Teatro canceló espectáculos durante la semana de la cumbre.
La carretera 427 y el Gardiner Expressway, la ruta desde el Aeropuerto Internacional Toronto Pearson en Mississauga al Centro de Convenciones Metro Toronto, en el centro de la ciudad, periódicamente se cerraba para caravanas, así como la recepción inalámbrica atascada por las dos carreteras. Salidas a las calles Yonge y Bay, fueron cerradas durante las fechas de la cumbre. Toronto Transit Commission anunció que las estaciones de metro cerca del centro de convenciones permanecerían abiertas y operacionales, a pesar de desviar algunas líneas de autobús y el cierre de la Estación Queens Quay. VIA Rail anunció que no operaría en la Estación Union durante las fechas de la cumbre, en lugar proporcionó servicio de autobús desde las terminales de Yorkdale y Scarborough Centre a las estaciones de Brampton y Oshawa, respectivamente. Nav Canada anunció que impondría restricciones sobre el espacio aéreo en Toronto, limitándolo solo a los vuelos comerciales mientras todos los demás serían restringidos dentro de un radio de 30 millas náuticas (56 km). A Porter Airlines se le dio permiso para que continuará con vuelos de entrada y salida al Aeropuerto Toronto City Centre. El Consejo Escolar del Distrito de Toronto y el Consejo Escolar Católico de Toronto canceló los servicios de autobuses escolares de seis escuelas en el centro de Toronto el 25 de junio, afectantando a 45.000 estudiantes, 10 000 de los cuales eran discapacitados físicamente.

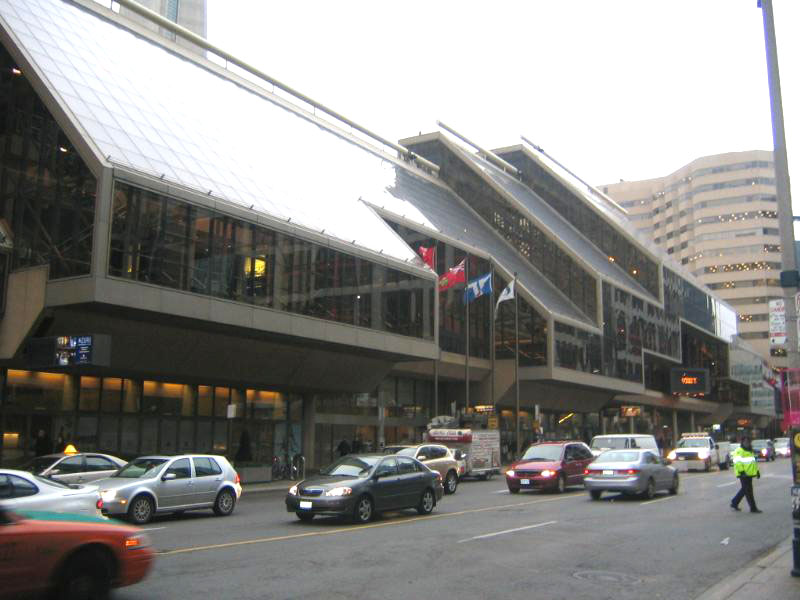
El Centro de Convenciones Metro Toronto, sede de la cumbre del G-20.

Un centro de medios para el personal de los medios de comunicación internacionales, periodistas y reporteros de prensa se estableció en el Direct Energy Centre en el Exhibition Place durante la cumbre. Un pabellón de 20.000 pies cuadrados (1.858 m²), llamado Experience Canada o Canada Corridor, se creó en el centro de medios para promover el turismo canadiense a nivel internacional. El pabellón incluyó tres pantallas de tamaño real financiadas por el gobierno: Cityscape, que mostró el éxito de las empresas canadienses y la innovación; The Bridge, que incluyó kioscos de información para el personal de los medios de comunicación, así como grandes pantallas de alta definición que televisaban partidos de la Copa Mundial de Fútbol de 2010, y Northern Ontario Oasis, un lago artificial basado en la región de casas rurales de Muskoka. El Northern Ontario Oasis incluía canoas donadas, una orilla con hamacas para que los periodistas se refrescaran, y una estación de recarga para teléfonos móvil. El fondo era una gran pantalla que mostraban diversas imágenes de la región de Muskoka. El costo del centro de medios de comunicación internacionales, el pabellón Experience Canada, y el lago artificial, fue de $23 millones, $1.9 millones, y $57.000 respectivamente, y fue objeto de controversias.

## Asistencia
Los participantes de la cumbre de Toronto fueron anunciados por Stephen Harper, el 8 de mayo de 2010. Harper extendió invitaciones a los líderes de Etiopía y Malaui para mayor representación del continente africano, junto con Sudáfrica, un miembro del G-20. Los Países Bajos, España, Vietnam y Nigeria también fueron invitados. La Organización para la Cooperación y el Desarrollo Económico y la Organización Internacional del Trabajo, también como Etiopía, Malaui, Nigeria y Vietnam, hicieron su primer apariencia en la cumbre del G-20 en Toronto. Designados recientemente como jefes de Gobierno, el primer ministro británico, David Cameron, y el primer ministro japonés Naoto Kan, hicieron las cumbres del G-8 y G-20 sus primeras conferencias internacionales. El vice primer ministro de Australia, Wayne Swan, asistió a la cumbre porque Julia Gillard acababa de ser nombrada primer ministro el 24 de junio.
El Aeropuerto Internacional Toronto Pearson fue el puerto de entrada para los delegados que asistieran, tanto a las cumbres del G8 y G-20. El presidente francés Nicolas Sarkozy y el presidente chino, Hu Jintao, fueron los primeros líderes del G-20 en llegar a Canadá. La llegada de Hu Jintao coincidió con su visita de estado a Canadá, organizada por la Gobernadora General de Canadá Michaëlle Jean, en Ottawa. Presidentes Jacob Zuma de Sudáfrica y Jonathan Goodluck de Nigeria llegaron el 24 de junio. David Cameron, llegó el 25 de junio, tras una breve visita a Halifax para celebrar el centenario del comando de las Fuerzas Marítimas canadienses. Los líderes que permanecieron con el G8 también llegaron el mismo día.
Después de que la cumbre del G8 terminó en Huntsville, Ontario, Cameron, cuyo avión no fue permitido despegar por condiciones climáticas,  consiguió un aventón a Toronto en el Marine One con el presidente estadounidense Barack Obama. El presidente brasileño Luiz Inácio Lula da Silva, canceló su viaje para quedarse en Brasil y vigilar la situación de las recientes inundaciones en el noreste de Brasil, en su lugar, Guido Mantega, ministro brasileño de Hacienda, encabezó la delegación de la nación.
Los siguientes participantes de la cumbre de Toronto incluyen a los miembros de las principales economías del G-20, que abarca 19 países y la Unión Europea, que está representado por sus dos órganos de gobierno, el Consejo Europeo y la Comisión Europea, así como otras naciones y organizaciones regionales invitadas a participar en la cumbre.

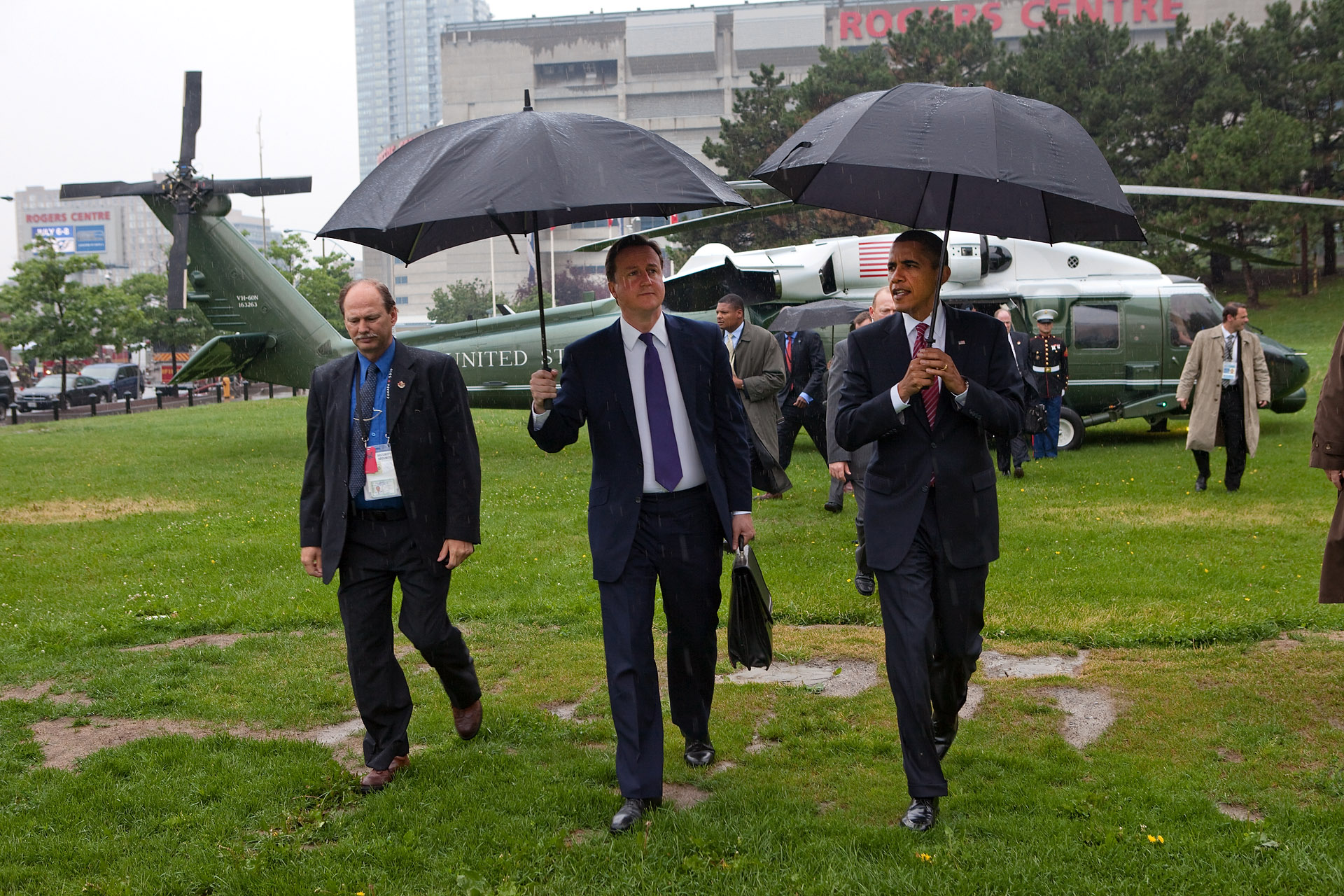
Barack Obama (derecha) y David Cameron (centro) llegan después de viajar juntos en Marine One desde Huntsville, Ontario.

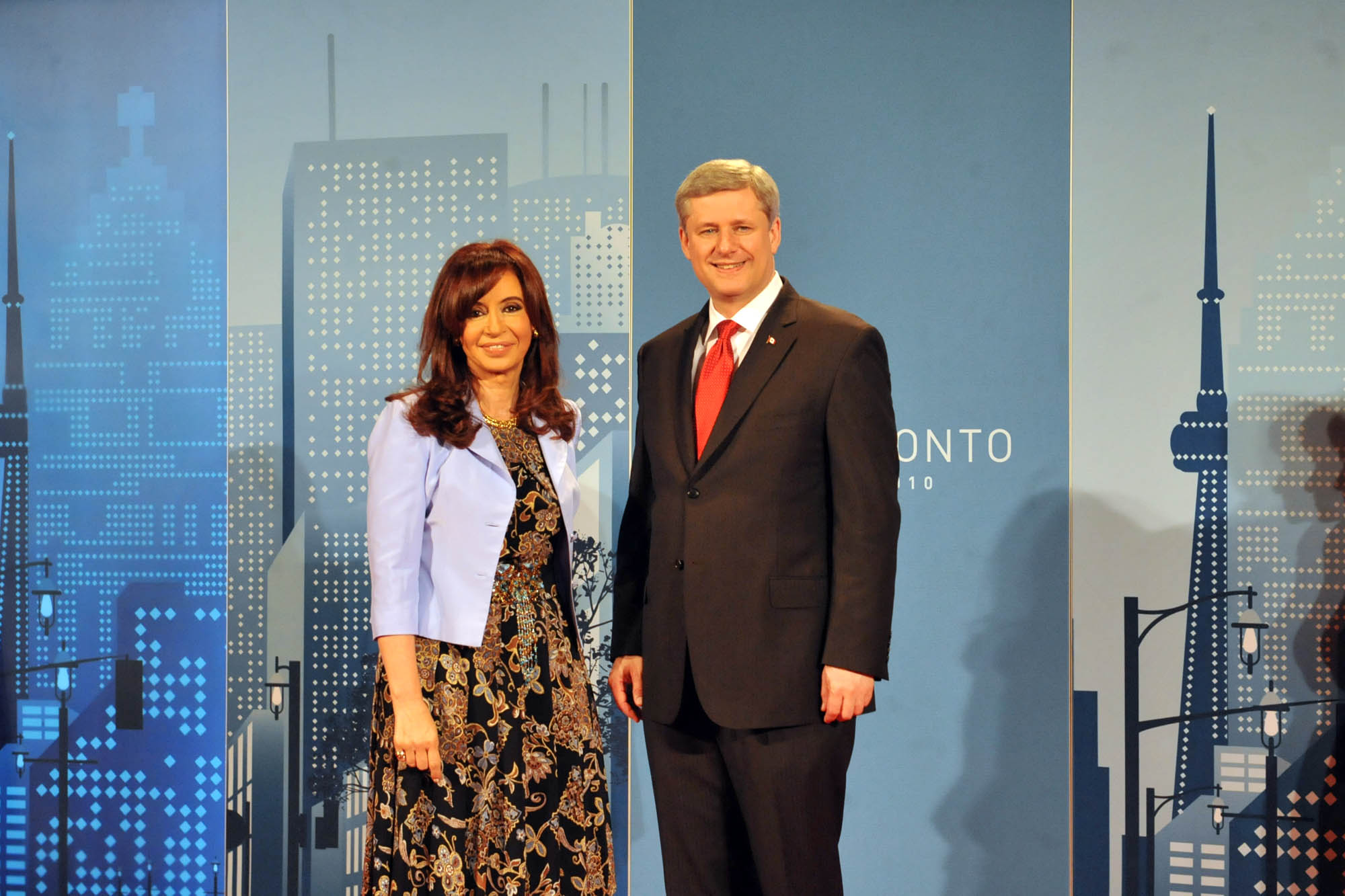
Cristina Kirchner y Stephen Harper posando para una foto.

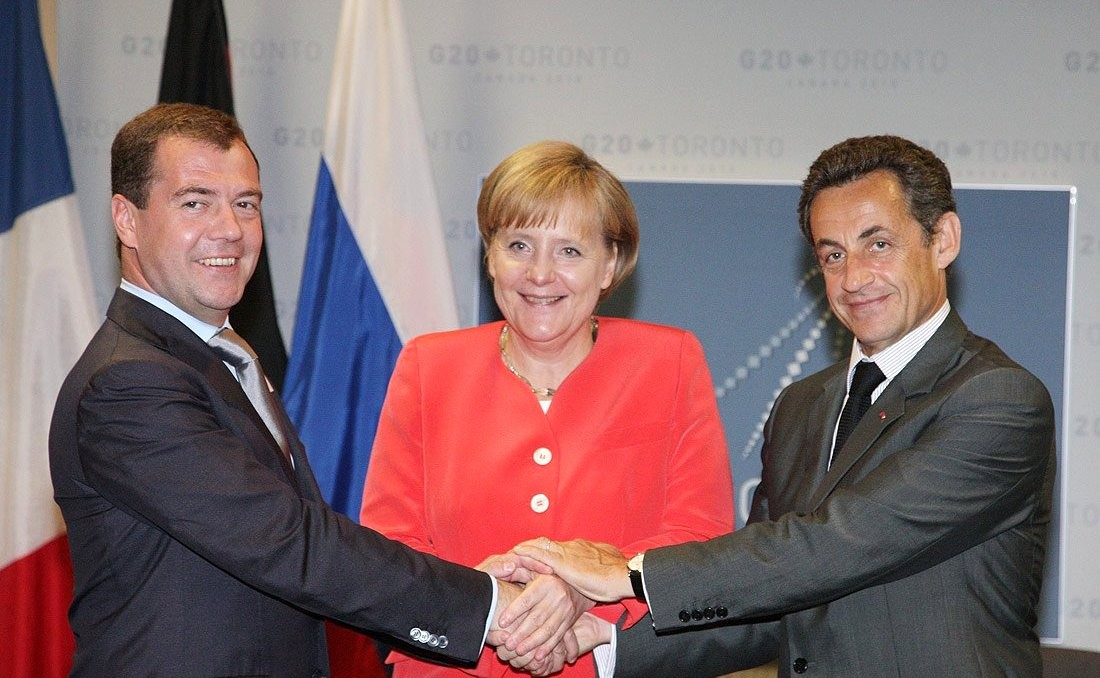
Dmitri Medvédev dándose la mano con Angela Merkel y Nicolas Sarkozy.

| Miembros del G-20 País anfitrión y líder se indican en negrita. | Miembros del G-20 País anfitrión y líder se indican en negrita. | Miembros del G-20 País anfitrión y líder se indican en negrita. | Miembros del G-20 País anfitrión y líder se indican en negrita. |
| Miembro                                                         | Miembro                                                         | Representado por                                                | Título                                                          |
| --------------------------------------------------------------- | --------------------------------------------------------------- | --------------------------------------------------------------- | --------------------------------------------------------------- |
| Bandera de Alemania                                             | Alemania                                                        | Angela Merkel                                                   | Canciller                                                       |
| Bandera de Arabia Saudita                                       | Arabia Saudita                                                  | Abdalá bin Abdelaziz                                            | Rey                                                             |
| Bandera de Argentina                                            | Argentina                                                       | Cristina Fernández de Kirchner                                  | Presidenta                                                      |
| Bandera de Australia                                            | Australia                                                       | Wayne Swan                                                      | Vice primer ministro                                            |
| Bandera de Brasil                                               | Brasil                                                          | Guido Mantega                                                   | Ministro de Hacienda                                            |
| Bandera de Canadá                                               | Canadá                                                          | Stephen Harper                                                  | Primer Ministro                                                 |
| Bandera de la República Popular China                           | China                                                           | Hu Jintao                                                       | Presidente                                                      |
| Bandera de Corea del Sur                                        | Corea del Sur                                                   | Lee Myung-bak                                                   | Presidente                                                      |
| Bandera de Estados Unidos                                       | Estados Unidos                                                  | Barack Obama                                                    | Presidente                                                      |
| Bandera de Francia                                              | Francia                                                         | Nicolas Sarkozy                                                 | Presidente                                                      |
| Bandera de la India                                             | India                                                           | Manmohan Singh                                                  | Primer ministro                                                 |
| Bandera de Indonesia                                            | Indonesia                                                       | Susilo Bambang Yudhoyono                                        | Presidente                                                      |
| Bandera de Italia                                               | Italia                                                          | Silvio Berlusconi                                               | Primer ministro                                                 |
| Bandera de Japón                                                | Japón                                                           | Naoto Kan                                                       | Primer ministro                                                 |
| Bandera de México                                               | México                                                          | Felipe Calderón                                                 | Presidente                                                      |
| Bandera del Reino Unido                                         | Reino Unido                                                     | David Cameron                                                   | Primer ministro                                                 |
| Bandera de Rusia                                                | Rusia                                                           | Dmitri Medvédev                                                 | Presidente                                                      |
| Bandera de Sudáfrica                                            | Sudáfrica                                                       | Jacob Zuma                                                      | Presidente                                                      |
| Bandera de Turquía                                              | Turquía                                                         | Recep Tayyip Erdoğan                                            | Primer ministro                                                 |
| Bandera de Unión Europea                                        | Comisión Europea                                                | José Manuel Barroso                                             | Presidente                                                      |
| Bandera de Unión Europea                                        | Consejo Europeo                                                 | Herman Van Rompuy                                               | Presidente                                                      |
| Naciones Invitadas                                              |                                                                 |                                                                 |                                                                 |
| Nación                                                          | Nación                                                          | Representado por                                                | Título                                                          |
| Bandera de España                                               | España                                                          | José Luis Rodríguez Zapatero                                    | Presidente                                                      |
| Bandera de Etiopía                                              | Etiopía                                                         | Meles Zenawi                                                    | Primer ministro                                                 |
| Bandera de Malaui                                               | Malaui                                                          | Bingu wa Mutharika                                              | Presidente                                                      |
| Bandera de Nigeria                                              | Nigeria                                                         | Goodluck Jonathan                                               | Presidente                                                      |
| Bandera de los Países Bajos                                     | Países Bajos                                                    | Jan Peter Balkenende                                            | Primer ministro                                                 |
| Bandera de Vietnam                                              | Vietnam                                                         | Nguyễn Tấn Dũng                                                 | Primer ministro                                                 |
| Organizaciones Internacionales                                  |                                                                 |                                                                 |                                                                 |
| Organización                                                    | Organización                                                    | Representado por                                                | Título                                                          |
|                                                                 | ASEAN                                                           | Surin Pitsuwan                                                  | Secretario General                                              |
| Nguyễn Tấn Dũng                                                 | ASEAN                                                           | Presidente de Cumbre                                            |                                                                 |
|                                                                 | Fondo Monetario Internacional                                   | Dominique Strauss-Kahn                                          | Director general                                                |
|                                                                 | Foro de Estabilidad Financiera                                  | Mario Draghi                                                    | Presidente                                                      |
|                                                                 | Grupo del Banco Mundial                                         | Robert Zoellick                                                 | Presidente                                                      |
|                                                                 | OCDE                                                            | José Ángel Gurría                                               | Secretario General                                              |
|                                                                 | Organización Internacional del Trabajo                          | Juan Somavía                                                    | Director general                                                |
|                                                                 | Organización Mundial del Comercio                               | Pascal Lamy                                                     | Director general                                                |
| Bandera de las Naciones Unidas                                  | Organización de las Naciones Unidas                             | Ban Ki-moon                                                     | Secretario General                                              |
|                                                                 | Unión Africana                                                  | Bingu wa Mutharika                                              | Presidente                                                      |

## Protestas

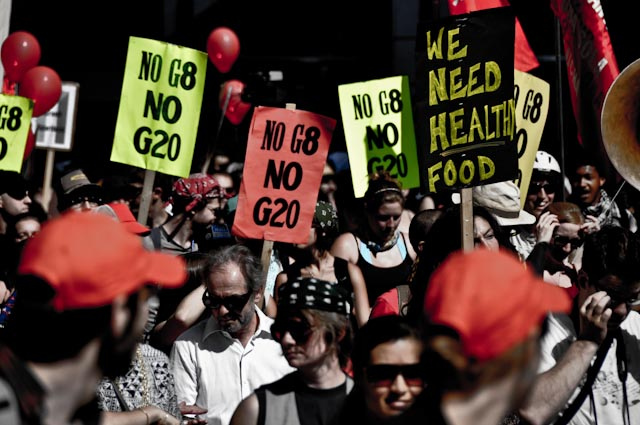
Los manifestantes con pancartas con frases contra el G-20.

La cumbre de Toronto fue el blanco de protestas generalizadas que se produjeron en el centro de Toronto durante la semana de la cumbre. Oposición inicial al G-20 incluyó un incidente en Ottawa, donde un banco sufrió un atentado por anarquistas, afirmando que estarían presentes en la cumbre del G-20 en Toronto. La amenaza a la seguridad percibida causó que la Unidad de Seguridad Integrada aumentará las medidas de seguridad.
Las protestas comenzaron una semana antes de la cumbre, organizada por grupos como Oxfam Canadá y la Coalición de Ontario contra la Pobreza. Temas como la pobreza, derechos de los homosexuales, capitalismo y la globalización, derechos de los indígenas, y temas controversiales con la propia cumbre de Toronto fueron objeto de las protestas. A pesar de algunos arrestos, las protestas durante la semana se determinaron principalmente ser pacíficas.

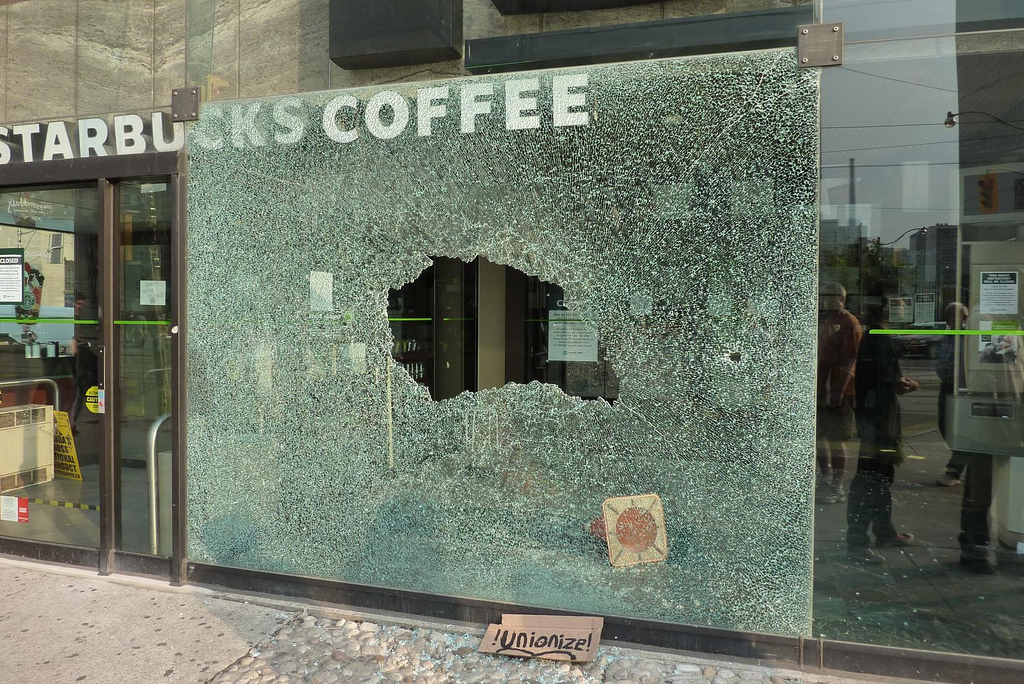
Radio Canada ironiza sobre el hecho de que el daño fue más significativo que los propios resultados del G-20.

Mientras el primer día de la cumbre se acercaba, los manifestantes se multiplicaron. Varias calles fueron cerradas para las demostraciones en el debut de la cumbre. Las protestas pacíficas fueron seguidas por las tácticas de bloque negro; personas vestidas de negro se dispersaron entre la multitud y comenzaron a dañar las ventanas de los negocios particulares en el centro de Toronto, sobre todo las cadenas de comida rápida, tiendas y bancos, así como las empresas locales. Patrullas de la policía fueron incendiadas y vehículos de las corporaciones de medios fueron dañadas. Hospitales, centros comerciales, y hoteles cercanos se pusieron en modo de cierre, mientras que los servicios de transporte público eran desviados desde el centro a otros lugares.
Como la seguridad se reforzó aún más y las fuerzas aumentaron su presencia el día siguiente, protestas contra la brutalidad policial ocurrieron en frente del centro de detención temporal de la avenida Eastern, donde cerca de 500 personas arrestadas estaban detenidas por los disturbios del día anterior. Un grupo de manifestantes también fueron contenidos por varias horas durante la noche después de que se creyera que manifestantes de bloque negro estaban en la multitud.  Se confirmó que más de 900 personas fueron arrestadas durante la semana. La USI realizó detenciones colectivas dentro de un límite específico de la sede de la cumbre. Sin embargo, a pesar de la cobertura de los medios de comunicación informando a la población que los oficiales tenían el poder de exigir identificación y detener a las personas dentro de cinco metros del sitio, se encontró más tarde de que tal ley no existía. Las personas detenidas durante las protestas condenaron el trato que recibieron de la policía.

## Resultado

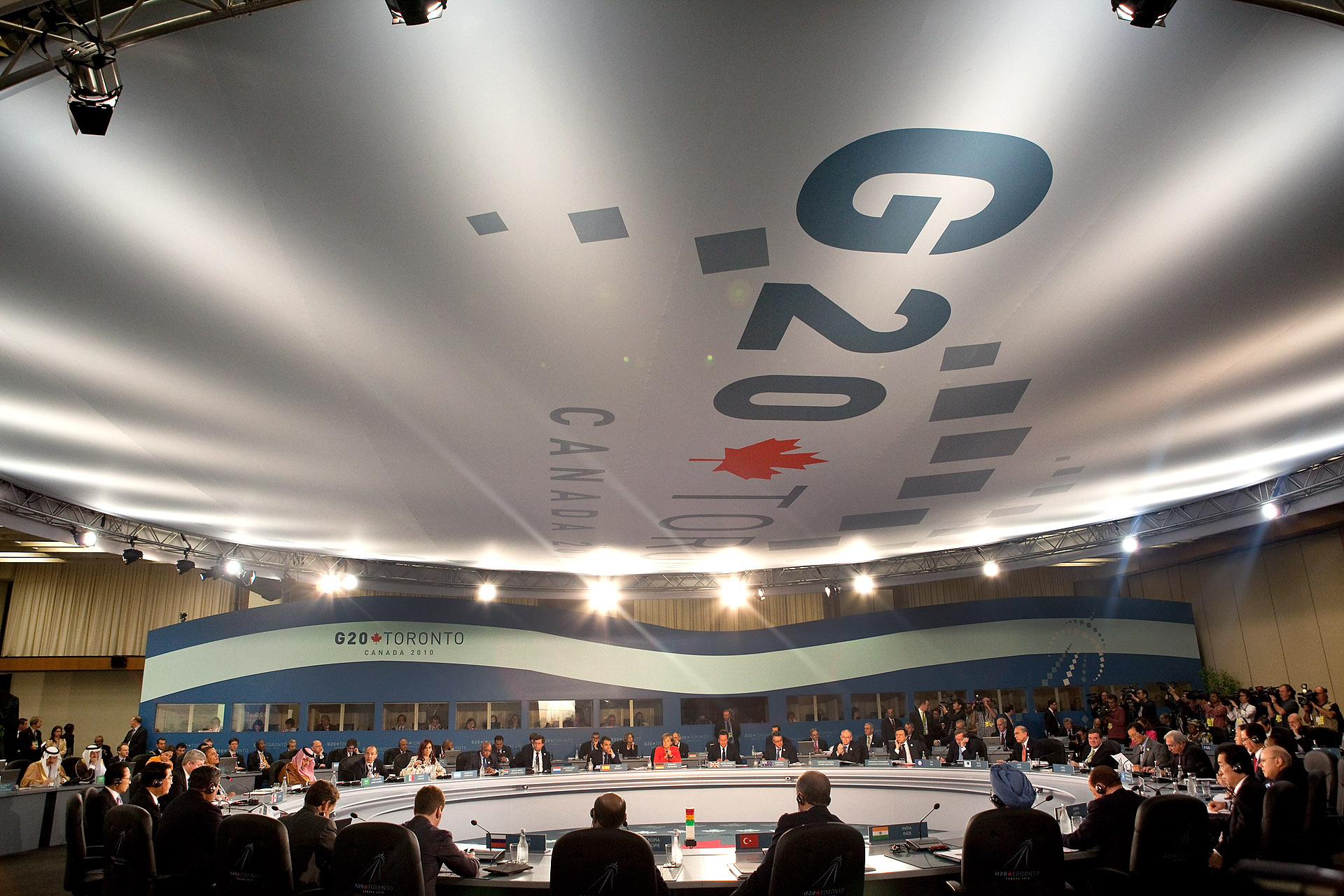
Líderes confieren en el Centro de Convenciones Metro Toronto el 27 de junio.

Antes de la cumbre de Toronto, se especuló que no iba a ver el mismo resultado que en las cumbres anteriores. Esto se debió en parte a que la mayoría de los países entraron a modo de recuperación por la recesión económica mundial después de las últimas cumbres del G-20; por lo que la probabilidad de nuevas cuestiones siendo planteadas fue mínima.
Durante la cena de trabajo del G-20 en la tarde del 26 de junio, el presidente sudafricano, Jacob Zuma, promovió más colaboración entre la comunidad internacional y África para el desarrollo en el continente. "Como África traemos a la Cumbre del G-20 el mensaje clave de que debemos, juntos, como los mundos desarrollados y en desarrollo, promover mayores y más eficaces y equitativas asociaciones internacionales para el crecimiento y desarrollo," comentó.
En la cumbre, el presidente de EE. UU., Barack Obama advirtió que la recuperación mundial seguía siendo "frágil". Con la esperanza de impulsar las exportaciones estadounidenses, él anunció la propuesta de un acuerdo de libre comercio entre Estados Unidos y Corea del Sur. Un acuerdo clave de los líderes de las naciones desarrolladas fue que se iba a reducir el déficit del presupuesto anual a la mitad para 2013. Los líderes también acordaron en la reducción de la deuda respecto al PIB de cada economía para el año 2016. El debate sobre la imposición de un impuesto sobre las instituciones financieras fue resuelto ya que el grupo decidió que las instituciones financieras tendrían que hacer contribuciones justas para recuperar los costos de la reforma del sector financiero, pero la forma en que contribuciones serían recogidas correspondería a cada gobierno. También se decidió que las instituciones serían obligadas a mantener una mayor cantidad de capital financiero en caso de futuras crisis financieras. El cambio climático y la seguridad alimentaria también se discutieron, los líderes reiteraron su compromiso con un "crecimiento verde".
La Declaración de la Cumbre del G-20 de Toronto, se publicó poco después de la conclusión de la cumbre, afirmando que "quedan retos importantes." Según el documento, los desafíos son las altas tasas de desempleo en diferentes economías y la existencia simultánea de los efectos de la crisis financiera. El Fondo Monetario Internacional, en su documento posterior a la cumbre, indicó de que una reducción rápida del déficit puede sustancialmente retrasar el crecimiento. En una publicación titulada Diez Mandamientos para el ajuste fiscal en las economías avanzadas, la organización insistió en que el gasto público equilibrado podría estabilizar los mercados de bonos, reducir las tasas de interés por debido a menos gastos del gobierno, y fomentar la inversión privada. También recomendó de que las economías emergentes como China, que ha beneficiado mucho de los excedentes comerciales, depender menos de los países desarrollados y aumentar su propio gasto a fin de promover la demanda interna.

## Críticas

### Costos financieros
Los costos financieros de acoger las cumbres del G-8 y G-20 fue el tema de varios debates políticos y el blanco de críticas por parte de grupos locales. Las razones por el gran precio de ambas cumbres fueron cuestionadas por algunos políticos y grupos locales. Los Miembros de Parlamento Olivia Chow y Mark Holland etiquetaron el presupuesto inicialmente reclamado de $1.1 millones para acoger las cumbres como "obsceno" y "loco", mientras que otros argumentaron que el dinero podría haberse utilizado para proyectos municipales de larga espera en Canadá, como el Transit City de Toronto. El costo de seguridad para las dos cumbres se creía que era más caro que los gastos de seguridad combinados de los Juegos Olímpicos de Vancouver 2010 y Juegos Paralímpicos de Vancouver 2010, que fueron $878 millones. Sin embargo, según los cálculos finales de la Cámara de los Comunes de Canadá en octubre de 2010, el costo exacto para la realización de las dos cumbres fue de $857.901.850,31, por lo que fue menos costoso que los gastos de seguridad para los Juegos Olímpicos de Invierno de 2010.
Se alegó inicialmente que las cumbres están como la más caras jamás realizadas, con los costos de seguridad para las cumbres del G-20 de Londres y Pittsburgh en 2009 reportando de haber sido solo de US$ 30 millones y US$ 18 millones, respectivamente. Sin embargo, el Oficial Parlamentario de Presupuesto Canadiense, Kevin Page, afirmó en su informe oficial sobre los costos de las reuniones de Huntsville y Toronto que otros países no habían sido tan abiertos sobre el precio completo por las reuniones similares celebradas allí y que la cifra de $ 18 millones para la cumbre de Pittsburgh fue solo para pago de horas extras de la policía local y el costo de policiales traídos de otras regiones. Ward Elock, exdirector del Servicio de Inteligencia y Seguridad Canadiense y el jefe de las Unidades de Seguridad Integradas para los Juegos Olímpicos de Invierno y las cumbres G8/G-20, afirmó que los costos de seguridad eran de hecho "comparables " con los de cumbres anteriores. El ministro de Finanzas, Jim Flaherty, defendió el costo de seguridad, afirmando que "es necesario gastar mucho para tener seguridad. Es el turno de Canadá, y es necesario que bien no tomemos nuestro turno o pagar el precio apropiado para tener la seguridad que es necesaria para que todos esten seguros aquí en Toronto."
La creación del centro de medios de comunicación internacionales de $23 millones, que incluía el pabellón Expirience Canada de $1.9 millones y el lago artificial de $57.000, en el Exhibition Place fue opuesto y ampliamente criticado por políticos como "una pérdida de dinero de los contribuyentes." Las críticas dirigidas en su mayoría a Stephen Harper, y el gobierno conservador de Canadá. Algunos grupos de protesta le dieron nombres al lago artificial, como "Harper's Folly ". En un debate en la Cámara de los Comunes, Mark Holland dijo: "En lugar de acoger a los líderes del mundo, tal vez el gobierno debería considerar la organización de fiestas para Lady Gaga". Según algunos críticos, el gasto desvió el objetivo de las cumbres en Canadá mostrando sus atributos en vez de promover las agendas de las cumbres. Líder del Nuevo Partido Democrático, Jack Layton, condenó al gobierno de Harper, diciendo: "tenemos un gobierno aquí que tiene que crear un lago artificial cuando Canadá tiene más lagos que casi cualquier otro país del mundo. Son los contribuyentes los que van a terminar en el fondo del lago artificial." El ministro de Transporte John Baird defendió el lago artificial, diciendo que las cumbres dieron una "oportunidad de mostrar lo mejor que [Canadá] tiene para ofrecer." ministro de Relaciones Exteriores, Lawrence Cannon dijo que era "práctica normal" para un país mostrar sus atributos mientras anfitriona eventos mundiales. Harper también se defendió diciendo, "Este es un intento clásico para que seamos capaces de mercar al país." Tras su apertura, el lago artificial recibió críticas mixtas de los periodistas canadienses.

### Repercusiones económicas
Las repercusiones económicas de la cumbre fueron una de las principales preocupaciones de algunos políticos locales y ciudadanos. El gobierno municipal de Toronto, así como algunos representantes públicos, anteriormente alegaron que la cumbre del G-20 se celebrara en un lugar aislado, como el Exhibition Place, en lugar del Centro de Convenciones Metro Toronto, que está situado en el distrito financiero de la ciudad. Como resultado, durante las secuelas de las protestas durante la cumbre, cuando varios negocios y propiedades en el centro de Toronto fueron dañados, el alcalde David Miller urgió al gobierno federal compensar todos los daños y perjuicios. Fue descrito inicialmente por el gobierno que solo los daños a las empresas dentro de la zona de seguridad serían compensados. Sin embargo, todos los daños se produjeron fuera de la zona de seguridad. Algunos negocios en el centro de la ciudad sufrieron financialmente como resultado. De acuerdo con Miembro de Parlamento John McCallum, "Stephen Harper, cometió un gran error en celebrar esta cumbre en el centro de Toronto." Según el Toronto Star, por lo menos 40 tiendas en el área del centro de Yonge sufrieron daños y perjuicios y una empresa de reparación realizó hasta $750.000 en reparaciones.

### Respuesta internacional
El 17 de junio, el Departamento de Estado de los Estados Unidos emitió una alerta de viaje a Toronto, advirtiendo a los turistas de las previstas interrupciones de tráfico y las protestas potencialmente violentas durante la cumbre del G20. La alerta, que se esperaba expirar el último día de la cumbre, declaró que "las manifestaciones aún siendo pacíficas pueden convertirse violentas e impredecibles." El alcalde de Toronto David Miller describió el aviso como una "sobre-reacción".
En medio de la cumbre de Toronto, algunos de los periodistas extranjeros hicieron comentarios sobre Canadá y las cumbres. Un reportero de la British Broadcasting Corporation (BBC) hizo comentarios positivos sobre la economía de Canadá, diciendo "Los canadienses, al parecer, tienen respuestas para incluso los más difíciles enigmas y están dispuestos a compartir sus estrategias con el resto del mundo. Por eso en esta economía, todos queremos ser canadienses." Un escritor de The New York Times hizo comentarios positivos sobre los preparativos de las cumbres y la belleza natural de la región de Muskoka.  The Times of India y The Hindu comentaron sobre las repercusiones en la vida de la ciudad de Toronto debido a la cumbre G-20 y las medidas "sin precedentes" de seguridad adoptadas en Canadá. Un periodista de Reuters, por su parte, condenó el lago artificial del centro internacional de medios comunicación.
Mirando hacia el futuro, el presidente francés, Nicolas Sarkozy, anunció que los costos por acoger la propuestas cumbres del G-8 y G-20 en Francia en 2011 sería una décima parte de las de Canadá.

## Enlaces
- Sitio web del G20 de Toronto
- Sitio web del G8 de Muskoka

| Predecesor: Cumbre del G-20 de Pittsburgh | Cumbre del G-20 de Toronto 2009 | Sucesor: Cumbre del G-20 de Seúl |

- Datos: Q284697
- Multimedia: 2010 G-20 Toronto summit / Q284697